# ザ・トレンチ（塹壕）
『ザ・トレンチ（塹壕）』（The Trench）は、1999年のイギリス映画。監督はウィリアム・ボイド。

## あらすじ
「第一次世界大戦における最大の会戦」ソンムの戦い。指導部の間違いでその作戦はイギリス軍史上類例がないといわれるほどの失敗に終わった。
映画は塹壕で攻撃命令を待っている若き兵士達の緊張感、不安感、絶望感を混ぜ合わせた感情を描く。

## キャスト
※括弧内は日本語吹き替え
- ビリー - ポール・ニコルズ
- ウィンター軍曹 - ダニエル・クレイグ（秋元羊介）
- ハート中尉 - ジュリアン・リンド＝タット
- デル - ダニー・ダイア
- ダベントリー - ジェームズ・ダーシー
- ロックウッド一等兵 - キリアン・マーフィー
- デアミス一等兵 - ベン・ウィショー